# Neumichtis trijuncta
Neumichtis trijuncta är en fjärilsart som beskrevs av Walker 1857. Neumichtis trijuncta ingår i släktet Neumichtis och familjen nattflyn. Inga underarter finns listade i Catalogue of Life.